# 西摩·斯金纳
W·西摩·斯金纳（英語：W. Seymour Skinner)，真名阿门·坦桑里安（英語：Armin Tamzarian），是美国动画《辛普森一家》中的虚拟角色。他在《Simpsons Roasting on an Open Fire》中首次登場。通常叫做“斯金纳校长”。他由哈利·希勒配音，是春田镇小学的临时校长。身為臨時校長，斯金納必須努力讓他的學校維持運作，為學校向政府爭取更多教育資源和經費，还要时常与他的“敌人”——巴特·辛普森作对。他不得不忍受挑剔的督學加里·查(尔)莫斯，甚至还要巴结对方。他参加过美国陸軍，还在越南战争中被越南共產黨俘虏，因此度过了18个月的战俘生活。已经成年的他仍與繼母艾格尼丝·斯金纳一起生活，且仍於日常生活對她有極大依賴。

## 《辛普森一家》中的角色
为了通过挑剔校监查莫斯对学校的检查，他在剧中经常为维护学校有序运转而奔波，同时确保学校运转资金充足。时常需要处理巴特·辛普森在校园内的捣蛋，斯金纳校长对巴特可以说又爱又恨。在第5季第19集中，当斯金纳校长被开除，内德·弗兰德替代他成为校长之时，巴特感到对内德恶作剧相当无聊，同时下野的斯金纳校长也开始想念巴特的恶作剧。斯金纳校长最著名的经历莫过于为美国军队服务。他参加越南战争，直到在溪生战役中被越共俘虏并关押长达18个月。被关押过程中，他目睹自己的战友被一只大象吞食，这一经历与其他战争回忆一起造成了他严重的PTSD。在剧中他也时常对美国的越战老兵待遇问题颇有微词。斯金纳校长看上去不是一个强势的人，但是他经常在与他人的冲突中运用战争中学到的经验获取对方的尊重与赞同。
尽管斯金纳一直试图维持一个严格的校长形象，他看上去并非十分强势，且对其母亲言听计从。其母亲经常当众责骂他，并且使用他的诨名“Spanky”称呼他。他除了和帕蒂有过短暂恋情之外，剧中大部分时候他都和克拉巴佩尔老师有浪漫的关系。他和埃德娜·克拉巴佩尔老师于一次生日聚会后拥吻，这一幕恰好被巴特·辛普森目睹。这件事被校监查莫斯知道后，查莫斯开除了他和克拉巴佩尔。为了要回工作，他和克拉巴贝尔同巴特一起将自己锁在学校内，以示抗议。最终他们恢复了工作，并且在很多年后与克拉巴佩尔老师订婚，但是最后又取消了婚礼。克拉巴佩尔曾经偶尔表现出自己不想看到斯金纳被其母亲牢牢控制（尤其是斯金纳仍然住在母亲家这一点）。
与纳尔逊·芒茨类似，剧集内对斯金纳家庭的描述也存在一些矛盾。根据第9季第2集，他的真名是阿门·坦桑里安（英語：Armin Tamzarian），本是一个孤儿，在首府市孤儿院长大，之后成为一名街头少年。在参与越战時，他与真正的斯金纳是战友，斯金纳以亲身经历鼓励阿门·坦桑里安摆脱堕落生活。在越南的时候真正的斯金纳亦向阿门·坦桑里安透露他的梦想是终战回国后在家乡春田镇当小学校长。随后真正的斯金纳在一次侦查行动中失踪，大家都误以为他死了，于是归国后阿门·坦桑里安来到斯金纳的母亲，艾格尼丝·斯金纳家里通报死讯。因为艾格尼丝老眼昏花，误将坦桑里安当作斯金纳，再加上坦桑里安对斯金纳的死难以启齿，最终造成了坦桑里安冒充斯金纳，长期以儿子身份和艾格尼丝住在一起。为了完成斯金纳“生前”理想，阿门·坦桑里安当上了春田镇小学校长。直到真的斯金纳回到春田镇，谎言才被揭穿。但是真的斯金纳不能得到艾格尼丝和埃德娜·克拉巴佩尔等人的好感，最后反而被赶出春田镇。坦桑里安得以继续自己原来的生活，春田的斯奈德法官当众宣布，坦桑里安可以继续享有斯金纳的“名字，过去，现在，将来，以及儿子的义务”（name, and his past, present, future, and mother），并且众人以后不得提及最近发生的一切，以后皆以斯金纳称呼他，否则会被施以惩罚。在此之后的剧集中再也没人提及斯金纳校长的真实身份，唯独第15季第9集中莉萨·辛普森曾经以阿门·坦桑里安称呼他。第9季第2集在观众中引起了广泛的争议，许多人对斯金纳校长长久以来的身份突然改变感到失望。但是在2010年播出的第21季12集中，展示了阿格尼斯怀孕时斯金纳在其腹中的画面，或许暗示观众第9季第2集并非真实故事线中的一环。